# Antoine Humblet
 (mai 2022).
Si vous disposez d'ouvrages ou d'articles de référence ou si vous connaissez des sites web de qualité traitant du thème abordé ici, merci de compléter l'article en donnant les références utiles à sa vérifiabilité et en les liant à la section « Notes et références ».
 (décembre 2017).
Antoine Humblet né à Hognoul le 28 décembre 1922. Il fut plusieurs fois ministre, notamment aux postes de Secrétaire d'État du Budget, de ministre de l'Éducation nationale et de ministre de l'agriculture et des classes moyennes au sein du Gouvernement fédéral.

## Biographie
Antoine Humblet a mené une double carrière d'industriel dans le secteur du bois, où il suivit les traces de son père en les développant et d'homme politique. Président-fondateur du Centre belge du Bois et président de la Fédération nationale des Scieries, il est de 1962 à 1973 président du Bureau économique de la Province de Namur et, de 1971 à 1973, vice-président du Conseil économique régional de Wallonie.
Son parcours politique le conduit du Conseil communal de Serinchamps au Gouvernement en passant par la Province (député permanent de la Province de Namur de 1961 à 1968) et le Parlement (député de 1968 à 1971, sénateur de 1971 à 1979).
De 1973 à 1979, il est successivement Secrétaire d'État du Budget, Ministre de l'Éducation nationale, et Ministre de l'Agriculture et des classes moyennes.
En 1979, Antoine Humblet devient membre du premier Gouvernement régional Wallon, qui porte alors le nom d'Exécutif régional, que préside le socialiste Jean-Maurice Dehousse et qui siège encore au sein du Gouvernement fédéral. Antoine Humblet y dirige avec le titre de Secrétaire d'État un département qui comprend notamment l'Économie régionale et l'Aménagement du territoire. Il choisit comme chef de cabinet Jean-Marie Quintin, qui deviendra ultérieurement le Premier Secrétaire général du nouveau Ministère de la Région Wallonne. Mais Antoine Humblet quitte volontairement sa charge pour devenir le premier Président de la nouvelle Société régionale d'investissement de Wallonie (SRIW), qu'il a contribué à créer et qu'il dirige jusqu'en 1984. En 1993, il devient président de Wallonia Nostra, une association sans but lucratif de défense du patrimoine de Wallonie.
En 1994, Antoine Humblet publie Un entrepreneur en Politique, un livre de souvenirs.